# Luis Fernández (fútbol)
Luis Fernández (Tarifa, Cádiz, 2 de octubre de 1959) es un exfutbolista, exentrenador, exgestor deportivo y comentarista deportivo franco-español.
En su etapa de futbolista, jugaba como mediocentro defensivo. Fue internacional con la selección francesa en 60 partidos y se proclamó con ella campeón de Europa en 1984. Como entrenador, ha dirigido en España a tres clubes: el Athletic Club de 1996 a 2000, con el que logró un subcampeonato de Liga en la temporada 1997/98; el RCD Espanyol, al que salvó del descenso en la temporada 2003/04; y al Real Betis Balompié en la segunda mitad de la 2006/07.
Entre 2003 y 2016, presentó el programa de radio deportivo "Luis Attaque", en la emisora francesa RMC.

## Primeros años
Emigra a los 8 años de España con sus padres a Lyon, Francia. Luego integra las divisiones inferiores del AS Saint-Priest donde se destaca como juvenil.

## Carrera como jugador
En Francia inició su carrera futbolística en el Paris Saint-Germain el año 1978. Jugó 225 partidos y anotó 30 goles. En 1986 recaló en el RC París para terminar su carrera en el AS Cannes por el año 1993. Con la selección francesa jugó 60 partidos, en los que ganó una Eurocopa y llegó a la semifinal del mundial México 1986, siendo recordado por anotar el penal definitivo, que le dio la victoria en la tanda de penales contra Brasil en cuartos de final.
Durante los 80 Luis Fernández fue considerado uno de los mejores mediocampistas defensivos del mundo. Con la selección nacional fue parte de uno de los más célebres mediocampos de la historia del fútbol, llamado El Cuadrado Mágico junto a Jean Tigana, Alain Giresse y Michel Platini.

### Participaciones en Copas del Mundo
| Mundial                        | Sede   | Resultado    | PJ | Goles |
| ------------------------------ | ------ | ------------ | -- | ----- |
| Copa Mundial de Fútbol de 1986 | México | Tercer lugar | 7  | 1     |

## Carrera como técnico
AS Cannes
Luis Fernández debutó como entrenador de la mano del AS Cannes en 1993, clasificando al equipo para jugar la Copa de la UEFA mostrando un juego ofensivo y confiando en jugadores jóvenes.
París Saint-Germain
Sus buenos resultados en el banquillo del AS Cannes avalaron su contratación por el Paris Saint-Germain. Su primera temporada en la capital francesa fue todo un éxito, ya que si bien finalizó tercero en la Ligue 1, a 12 puntos del campeón FC Nantes, se proclamó campeón de la Copa y de la Copa de la Liga y alcanzó las semifinales de la Liga de Campeones.
En su segunda temporada, fue subcampeón de la Ligue 1, con 4 puntos menos que el AJ Auxerre; y ganó la Recopa de Europa. Sin embargo, esto no le bastó para continuar dirigiendo al conjunto parisino.
Athletic Club
Tras abandonar el Parc des Princes, se instaló en España para dirigir al Athletic Club. En su primera temporada como técnico de los leones, situó al equipo en el 6.º puesto de la Liga, clasificándolo para la Copa de la UEFA; y en su segundo curso (1997-98) obtuvo el subcampeonato, a 9 puntos del FC Barcelona, accediendo a la Liga de Campeones. Las dos campañas siguientes no fueron tan positivas, ya que el conjunto vizcaíno ocupó posiciones templadas en el campeonato (8.º y 11.º). Finalmente, el club optó por terminar su contrato un año antes de lo previsto.
Regreso al París Saint-Germain
A finales del 2000, regresó al Paris Saint-Germain. Llegó con la temporada ya comenzada y el PSG acabó como 9.º clasificado en la Ligue 1. Su segunda etapa en el club fue mucho menos satisfactoria que la primera, puesto que sólo consiguió ganar una Copa Intertoto y terminar 4.º en la Ligue 1 2001-02, aunque contaba con algunos futbolistas prometedores como un joven Ronaldinho, con el cual tuvo notorias discrepancias. Una discreta 11.ª plaza en la Ligue 1 2002-03 fue el detonante de su marcha de la entidad.
Pese a todo, a día de hoy Luis Fernández es el técnico el que más veces ha dirigido al equipo parisino (244 partidos repartidos en dos etapas), al mando del cual conquistó una Copa, una Copa de la Liga y la Recopa de 1996, el único título europeo del club.
RCD Espanyol
También dirigió al RCD Espanyol durante gran parte de la temporada 2003-04, logrando sacarlo de puestos de descenso y asegurando la permanencia tras sumar 12 victorias, 2 empates y 14 derrotas en 28 jornadas. Sin embargo, no renovó su contrato con la entidad blanquiazul, una decisión que luego admitiría lamentar.
Al-Rayyan y Beitar Jerusalén
Posteriormente, dirigió al Al-Rayyan de Catar y al Beitar Jerusalén de Israel.
Real Betis Balompié
A finales de 2006, volvió a España, siendo contratado por el Real Betis Balompié; pero le despidieron a falta de una jornada para el final de la Liga, con el equipo andaluz un punto por encima de los puestos de descenso.
Stade de Reims
El 23 de diciembre de 2008, aceptó hacerse cargo del Stade de Reims, que militaba en la Ligue 2, a partir del 2 de enero de 2009; y aunque mejoró los registros de su predecesor en el banquillo, no pudo mantener al equipo en la categoría de plata del fútbol francés.
Seleccionador de Israel
En marzo de 2010, fue nombrado entrenador de la selección israelí de fútbol, tras un acelerado proceso de negociación con la Federación de Fútbol de Israel (FFI). Fernández llegó a un acuerdo con la FIF para un período inicial de año y medio. Debutó contra la Uruguay en mayo de 2010, ya como técnico de Israel, en el partido de despedida de Uruguay antes de partir a Sudáfrica a la Copa del Mundo. Israel perdió 4-1, pero Fernández hizo debutar a varios jugadores israelíes muy jóvenes y que serán la base de la selección de Israel que disputaría el pase a la Eurocopa y al próximo Mundial. Se cree que utilizando a material talentoso y joven, Fernández tendrá una gran oportunidad de lograr objetivos tanto para Israel como para su carrera como entrenador.
El 17 de febrero de 2011, fue suspendido por la FIFA de toda actividad relacionada con el fútbol a causa de una deuda con el Al Rayyan.
Seleccionador de Guinea
El 28 de abril de 2015, anunció que será el nuevo seleccionador de Guinea. Sin embargo, dejó el cargo tras poco más de un año "de común acuerdo" con la Federación.
Director deportivo del centro de formación del PSG
El 16 de agosto de 2017, el Paris Saint-Germain confirmó su contratación como nuevo director deportivo de su centro de formación.

## Clubes

### Como futbolista
| Club                      | País    | Año       |
| ------------------------- | ------- | --------- |
| AS Minguettes (infantil)  | Francia | 1969-1970 |
| AS Saint-Priest (juvenil) | Francia | 1970-1978 |
| Paris Saint-Germain       | Francia | 1978-1986 |
| RC Paris                  | Francia | 1986-1989 |
| AS Cannes                 | Francia | 1989-1993 |

### Como entrenador
| Club                | País    | Año       |
| ------------------- | ------- | --------- |
| AS Cannes           | Francia | 1992-1994 |
| Paris Saint-Germain | Francia | 1994-1996 |
| Athletic Club       | España  | 1996-2000 |
| Paris Saint-Germain | Francia | 2000-2003 |
| RCD Espanyol        | España  | 2003-2004 |
| Al-Rayyan           | Catar   | 2005      |
| Beitar Jerusalén    | Israel  | 2005-2006 |
| Real Betis Balompié | España  | 2007      |
| Stade de Reims      | Francia | 2009      |
| Selección de Israel | Israel  | 2010-2011 |
| Selección de Guinea | Guinea  | 2015-2016 |

## Palmarés

### Como futbolista

#### Campeonatos nacionales
| Título          | Club                | País    | Año  |
| --------------- | ------------------- | ------- | ---- |
| Copa            | Paris Saint-Germain | Francia | 1982 |
| Copa            | Paris Saint-Germain | Francia | 1983 |
| Copa de la Liga | Paris Saint-Germain | Francia | 1986 |

#### Campeonatos internacionales
| Título               | Club               | Sede    | Año  |
| -------------------- | ------------------ | ------- | ---- |
| Eurocopa             | Selección francesa | Francia | 1984 |
| Copa Artemio Franchi | Selección francesa | Francia | 1985 |

### Como entrenador

#### Campeonatos nacionales
| Título    | Club                | País    | Año  |
| --------- | ------------------- | ------- | ---- |
| Ligue 1   | Paris Saint-Germain | Francia | 1994 |
| Copa      | Paris Saint-Germain | Francia | 1995 |
| Supercopa | Paris Saint-Germain | Francia | 1995 |

#### Campeonatos internacionales
| Título           | Club                | Sede     | Año     |
| ---------------- | ------------------- | -------- | ------- |
| Recopa de Europa | Paris Saint-Germain | Bruselas | 1995-96 |
| Intertoto        | Paris Saint-Germain | Brescia  | 2001    |